# Герои Социалистического Труда Амурской области
В настоящий список включены:

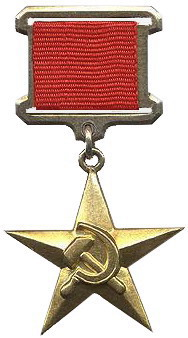
Золотая медаль «Серп и Молот»

- Герои Социалистического Труда, на момент присвоения звания проживавшие на территории Амурской области, — 45 человек;
- уроженцы Амурской области, удостоенные звания Героя Социалистического Труда в других регионах СССР, — 31 человек;
- Герои Социалистического Труда, прибывшие на постоянное проживание в Амурскую область, — 4 человека.

Вторая и третья части списка могут быть неполными из-за отсутствия данных о месте рождения и проживания ряда Героев.
В таблицах отображены фамилия, имя и отчество Героев, должность и место работы на момент присвоения звания, дата Указа Президиума Верховного Совета СССР, отрасль народного хозяйства, место рождения/проживания, а также ссылка на биографическую статью на сайте «Герои страны». Формат таблиц предусматривает возможность сортировки по указанным параметрам путём нажатия на стрелку в нужной графе.

## История
Впервые звание Героя Социалистического Труда в Амурской области было присвоено Указом Президиума Верховного Совета СССР от 28 августа 1948 года представителям угольной промышленности машинисту экскаватора Северного разреза комбината «Хабаровскуголь» И. И. Каньшину и горному мастеру Кивдинского рудоуправления комбината «Хабаровскуголь» А. И. Царькову за выдающиеся успехи в деле увеличения добычи угля.
Большинство Героев Социалистического Труда в области приходится на работников сельского хозяйства — 15 человек; строительство — 14; угольная промышленность и транспорт — по 6; энергетика — 3; образование — 1.

## Лица, удостоенные звания Героя Социалистического Труда в Амурской области
| №  | Фамилия, имя, отчество               | Даты жизни              | Деятельность | Дата присвоения | Отрасль       | Место рождения          | ГС        |
| -- | ------------------------------------ | ----------------------- | --- | --------------- | ------------- | ----------------------- | --------- |
| 1  | Багров Иван Игнатьевич               | 12.09.1923 — 20.06.2014 | Директор совхоза «Пограничный» Константиновского района Амурской области                                                                                                 | 13.03.1981      | сельхоз       | *Тверская область       | [ ГС 1 ]  |
| 2  | Баранас Пётр Ильич                   | 01.01.1914 — 1998       | Директор совхоза «Чесноковский» Михайловского района Амурской области | 08.04.1971      | сельхоз       | *Новосибирская область  | [ ГС 2 ]  |
| 3  | Белопол Василий Серафимович          | 06.04.1929 — 16.05.1998 | Управляющий трестом «Бамстроймеханизация» Министерства транспортного строительства СССР, Амурская область                                                                | 25.10.1984      | строительство | *Киевская область       | [ ГС 3 ]  |
| 4  | Белосков Иван Дементьевич            | 1915 — 18.01.1972       | Мастер контрольного пункта автотормозов вагонного депо Белогорск Амурской железной дороги, Амурская область                                                              | 01.08.1959      | транспорт     | *Самарская область      | [ ГС 4 ]  |
| 5  | Белоусов Сергей Георгиевич           | 06.09.1938 — 10.08.2022 | Бригадир монтажников мостостроительного отряда № 74 мостостроительного треста № 10 Министерства транспортного строительства СССР, Амурская область                       | 10.08.1990      | строительство | *Свердловская область   |           |
| 6  | Беляев Фёдор Андреевич               | 1921 — 07.03.1995       | Машинист экскаватора Юго-Западного разреза комбината «Дальвостуголь» Министерства угольной промышленности СССР, Амурская область                                         | 30.03.1971      | углепром      | *Курская область        | [ ГС 5 ]  |
| 7  | Будный Владимир Миркиянович          | род. 1942               | Водитель автомобиля механизированной колонны № 116 треста «Бамстроймеханизация» Министерства транспортного строительства СССР, Амурская область                          | 25.10.1984      | строительство | *Витебская область      | [ ГС 6 ]  |
| 8  | Веремеенко Александр Фёдорович       | 10.11.1916 — 25.09.1982 | Машинист экскаватора Юго-Западного угольного карьера комбината «Дальвостуголь» Министерства угольной промышленности СССР, Амурская область                               | 29.06.1966      | углепром      | *Киевская область       | [ ГС 7 ]  |
| 9  | Воропаев Павел Александрович         | 21.11.1923 — 11.11.2001 | Председатель колхоза «Вперёд к коммунизму» Константиновского района Амурской области                                                                                     | 12.12.1988      | сельхоз       | Тамбовский район        | [ ГС 8 ]  |
| 10 | Ганжа Иван Куприянович               | 23.06.1940 — 26.12.2013 | Бригадир совхоза «Пограничный» Константиновского района Амурской области                                                                                                 | 15.12.1972      | сельхоз       | Октябрьский район       | [ ГС 9 ]  |
| 11 | Горбачёв Михаил Ефимович             | 06.11.1921 — 11.02.2003 | Машинист паровоза локомотивного депо станции Белогорск Забайкальской железной дороги, Амурская область                                                                   | 04.05.1971      | транспорт     | Зейский район           | [ ГС 10 ] |
| 12 | Гусев Анатолий Дмитриевич            | 26.04.1947 — 10.04.2015 | Бригадир комплексной бригады управления строительства Главмосстроя при Мосгорисполкоме в городе Тында, Амурская область                                                  | 05.02.1981      | строительство | *Рязанская область      | [ ГС 11 ] |
| 13 | Дугинцов Антон Семёнович             | 28.05.1914 — 30.05.1977 | Звеньевой совхоза «Волковский» Благовещенского района Амурской области                                                                                                   | 30.04.1966      | сельхоз       | Благовещенский район    | [ ГС 12 ] |
| 14 | Евсеев Иван Иванович                 | 25.04.1926 — 14.02.2004 | Бригадир комплексной бригады управления строительства Зейской ГЭС Министерства энергетики и электрификации СССР, Амурская область                                        | 20.04.1971      | энергетика    | *Иркутская область      | [ ГС 13 ] |
| 15 | Зюзина (Епринцева) Вера Владимировна | 1935 — 01.09.1993       | Доярка Борисоглебского совхоза Октябрьского района Амурской области | 07.03.1960      | сельхоз       | Октябрьский район       | [ ГС 14 ] |
| 16 | Исаченко Василий Фомич               | 14.01.1924 — 04.09.2011 | Бригадир штукатуров строительного управления № 12 треста № 2, гор. Благовещенск Амурской области                                                                         | 11.08.1966      | строительство | *Брянская область       | [ ГС 15 ] |
| 17 | Каньшин Иван Иванович                | 15.11.1924 — 17.01.1981 | Машинист экскаватора Северного разреза комбината «Хабаровскуголь» Министерства угольной промышленности восточных районов СССР, Амурская область                          | 28.08.1948      | углепром      | *Воронежская область    | [ ГС 16 ] |
| 18 | Котенко Григорий Пантелеевич         | 12.01.1907 — 29.07.1990 | Директор совхоза «Партизан» Тамбовского района Амурской области | 22.03.1966      | сельхоз       | *Кировоградская область | [ ГС 17 ] |
| 19 | Куликова Нэлли Викторовна            | род. 1945               | Бригадир штукатуров строительно-монтажного поезда № 573 треста «Тындатрансстрой» Министерства транспортного строительства СССР, Амурская область                         | 10.08.1990      | строительство | *Владимирская область   | [ ГС 18 ] |
| 20 | Курганский Валентин Антонович        | род. 1937               | Машинист бульдозера механизированной колонны № 94 треста «Бамстроймеханизация» Министерства транспортного строительства СССР, Амурская область                           | 10.08.1990      | строительство | *Московская область     |           |
| 21 | Лексин Николай Сергеевич             | 01.07.1932 — 29.04.2018 | Бригадир машинистов экскаватора разреза «Юго-Западный» производственного объединения «Дальвостуголь» Министерства угольной промышленности СССР, Амурская область         | 25.10.1982      | углепром      | *Брянская область       | [ ГС 19 ] |
| 22 | Лисицина Мария Иосифовна             | 23.01.1921 — 22.06.2011 | Учительница русского языка и литературы средней школы № 1, гор. Белогорск Амурской области                                                                               | 20.07.1971      | образование   | *Ростовская область     | [ ГС 20 ] |
| 23 | Литвиненко Галина Пантелеевна        | 20.01.1921 — 19.01.1984 | Птичница совхоза «Средне-Бельский» Ивановского района Амурской области                                                                                                   | 22.03.1966      | сельхоз       | Ивановский район        | [ ГС 21 ] |
| 24 | Лукьянов Анатолий Иванович           | 09.08.1929 — 01.03.2020 | Звеньевой колхоза «Амур» Архаринского района Амурской области | 30.04.1966      | сельхоз       | Архаринский район       | [ ГС 22 ] |
| 25 | Меньшикова Вера Сергеевна            | 20.07.1931 — 08.04.2003 | Свинарка совхоза «Амурский» Белогорского района Амурской области | 22.03.1966      | сельхоз       | Серышевский район       | [ ГС 23 ] |
| 26 | Микрюков Евгений Афанасьевич         | 22.02.1911 — 18.08.2003 | Машинист паровозного депо Белогорск Амурской железной дороги, Амурская область                                                                                           | 01.08.1959      | транспорт     | *Кировская область      | [ ГС 24 ] |
| 27 | Моторкина Александра Дмитриевна      | 22.04.1928 — 08.12.1997 | Телятница совхоза «Сычёвский» Свободненского района Амурской области | 08.04.1971      | сельхоз       | *Брянская область       | [ ГС 25 ] |
| 28 | Мохортов Константин Владимирович     | 01.01.1913 — 29.01.1989 | Начальник главного управления по строительству Байкало-Амурской железнодорожной магистрали — заместитель министра транспортного строительства СССР, Амурская область     | 25.10.1984      | строительство | *Херсонская область     | [ ГС 26 ] |
| 29 | Новик Владимир Григорьевич           | 1933—2006               | Бригадир комплексной бригады строительно-монтажного поезда № 576 управления строительства «Бамстройпуть» Министерства транспортного строительства СССР, Амурская область | 12.05.1977      | строительство | *Сумская область        | [ ГС 27 ] |
| 30 | Орлов Константин Степанович          | 08.09.1912 — 17.12.2002 | Машинист паровозного депо Сковородино Амурской железной дороги, Амурская область                                                                                         | 01.08.1959      | транспорт     | *Челябинская область    | [ ГС 28 ] |
| 31 | Отвиновский Станислав Антонович      | род. 20.10.1942         | Бригадир комплексно-механизированной бригады механизированной колонны № 147 треста «Бамстроймеханизация» Министерства транспортного строительства СССР, Амурская область | 10.08.1990      | строительство | *Житомирская область    | [ ГС 29 ] |
| 32 | Плетнёва Татьяна Петровна            | 1933 — ????             | Доярка совхоза «Чигиринский» Ивановского района Амурской области | 22.03.1966      | сельхоз       | *Курская область        | [ ГС 30 ] |
| 33 | Полянская Полина Алексеевна          | 1941 — 12.20017         | Штукатур строительно-монтажного поезда № 699 треста «Центробамстрой» Министерства транспортного строительства СССР, Амурская область                                     | 25.10.1984      | строительство | *Кемеровская область    | [ ГС 31 ] |
| 34 | Реснянский Владимир Назарович        | 21.01.1932 — 24.06.1993 | Заведующий фермой колхоза «Зарево» Ивановского района Амурской области                                                                                                   | 12.03.1982      | сельхоз       | Ивановский район        | [ ГС 32 ] |
| 35 | Соболев Пётр Федотович               | 1919 — ????             | Дорожный мастер Сковородинской дистанции пути Забайкальской железной дороги, Амурская область                                                                            | 04.08.1966      | транспорт     | Амурская область        | [ ГС 33 ] |
| 36 | Ступников Михаил Максимович          | 25.01.1902 — 02.1980    | Председатель колхоза «Приамурье» Тамбовского района Амурской области | 30.04.1966      | сельхоз       | *Воронежская область    | [ ГС 34 ] |
| 37 | Толстоногов Иван Прохорович          | 22.09.1925 — 06.06.1996 | Машинист экскаватора Северо-Восточного угольного карьера комбината «Дальвостуголь» Министерства угольной промышленности СССР, Амурская область                           | 29.06.1966      | углепром      | *Хабаровский край       | [ ГС 35 ] |
| 38 | Ульянова Идея Фоминична              | 04.06.1925 — 24.11.2018 | Поездной диспетчер Сковородинского отделения Забайкальской железной дороги, Амурская область                                                                             | 16.01.1974      | транспорт     | Амурская область        | [ ГС 36 ] |
| 39 | Хоцкин Илья Дмитриевич               | род. 1923               | Бригадир комплексной бригады строительного управления № 6 управления «Амурсельстрой» Министерства сельского строительства РСФСР, Амурская область                        | 07.05.1971      | строительство | Амурская область        |           |
| 40 | Хромов Владимир Григорьевич          | 25.09.1947 — 05.06.2004 | Машинист буровой установки мостостроительного отряда № 54 Мостостроительного треста № 10 Министерства транспортного строительства СССР, Амурская область                 | 25.10.1984      | строительство | *Владимирская область   | [ ГС 37 ] |
| 41 | Царьков Андрей Иванович              | 10.1887 — 1958          | Горный мастер Кивдинского рудоуправления комбината «Хабаровскуголь» Министерства угольной промышленности восточных районов СССР, Амурская область                        | 28.08.1948      | углепром      | *Могилёвская область    | [ ГС 38 ] |
| 42 | Шевалдин Владимир Егорович           | 1932 — 31.01.1997       | Бригадир штукатуров-маляров строительного управления № 5 треста № 1 Министерства строительства предприятий тяжёлой индустрии СССР, гор. Свободный Амурской области       | 05.04.1971      | строительство | *Забайкальский край     | [ ГС 39 ] |
| 43 | Шохин Алексей Михайлович             | 28.03.1928 — 08.07.1988 | Начальник управления строительства «Зеягэсстрой» Министерства энергетики и электрификации СССР, Амурская область                                                         | 31.12.1980      | энергетика    | *Тамбовская область     | [ ГС 40 ] |
| 44 | Шуйский Пётр Никитович               | 12.06.1923 — 12.09.1991 | Плотник строительно-монтажного управления основных сооружений управления строительства «Зеягэсстрой» Министерства энергетики и электрификации СССР, Амурская область     | 31.12.1980      | энергетика    | Ивановский район        | [ ГС 41 ] |
| 45 | Якушин Иван Александрович            | 30.08.1939 — 11.11.2015 | Звеньевой колхоза «Заря» Тамбовского района Амурской области | 23.12.1976      | сельхоз       | *Тамбовская область     | [ ГС 42 ] |

## Уроженцы Амурской области, удостоенные звания Героя Социалистического Труда в других регионах СССР
| №  | Фамилия, имя, отчество               | Даты жизни              | Деятельность | Дата присвоения | Отрасль        | Место рождения         | ГС        |
| -- | ------------------------------------ | ----------------------- | --- | --------------- | -------------- | ---------------------- | --------- |
| 1  | Бардышев Владимир Фёдорович          | 18.08.1936 — 24.08.2003 | Бригадир горнорабочих очистного забоя шахты «Новокузнецкая» производственного объединения «Южкузбассуголь» Министерства угольной промышленности СССР, Кемеровская область              | 02.06.1983      | углепром       | Ивановский район       | [ ГС 1 ]  |
| 2  | Верхотуров Григорий Дмитриевич       | 12.02.1912 — 22.12.1995 | Старший драгер прииска «Дражный» треста «Лензолото» Иркутского совнархоза, Бодайбинский район Иркутской области                                                                        | 09.06.1961      | металлургия    | Шимановский район      | [ ГС 2 ]  |
| 3  | Гончаров Александр Николаевич        | 31.08.1909 — 06.07.1984 | Начальник шахты № 7—8 треста «Краснолучуголь» комбината «Донбассантрацит» Министерства угольной промышленности Украинской ССР, Луганская область                                       | 29.06.1966      | углепром       | Благовещенский район   | [ ГС 3 ]  |
| 4  | Делькин Валерий Константинович       | 20.05.1941 — 27.02.2000 | Бригадир слесарей-электромонтажников военно-строительной организации Министерства обороны СССР, гор. Коломна Московской области                                                        | 22.07.1985      | минобороны     | Зейский район          | [ ГС 4 ]  |
| 5  | Довбыш Виктор Иннокентьевич          | 02.11.1937 — 08.12.2013 | Забойщик шахты имени Н. А. Изотова комбината «Артёмуголь» Министерства угольной промышленности Украинской ССР, гор. Горловка Донецкой области                                          | 29.12.1973      | углепром       | Шимановский район      | [ ГС 5 ]  |
| 6  | Жогин Дмитрий Михайлович             | 04.04.1933 — 08.08.2003 | Электросварщик завода «Звезда» Министерства судостроительной промышленности СССР, Приморский край                                                                                      | 14.06.1977      | машиностроение |                        | [ ГС 6 ]  |
| 7  | Зайко-Спиридонов Сергей Михайлович   | 20.10.1914 — 01.08.1996 | Начальник лесопункта Тобольского леспромхоза Министерства лесной и деревообрабатывающей промышленности СССР, Тюменская область                                                         | 07.05.1971      | леспром        | Ромненский район       | [ ГС 7 ]  |
| 8  | Кайгородов Семён Евлампиевич         | 1913—1988               | Бригадир комплексной бригады шахты № 10/13 комбината «Сахалинуголь», Сахалинская область                                                                                               | 28.05.1960      | углепром       | Благовещенский район   | [ ГС 8 ]  |
| 9  | Клепиков Георгий Николаевич          | 30.05.1914 — 30.01.1985 | Капитан теплохода «Николаевск» Камчатского управления морского флота Дальневосточного морского пароходства Министерства морского флота СССР, гор. Петропавловск-Камчатский             | 29.07.1966      | транспорт      | Сковородинский район   | [ ГС 9 ]  |
| 10 | Козлов Михаил Степанович             | 1906 — ????             | Старший агроном Больше-Уринской МТС Канского района Красноярского края | 01.06.1949      | сельхоз        |                        | [ ГС 10 ] |
| 11 | Колесников Борис Иванович            | 01.01.1930 — 05.03.2003 | Директор Норильского горно-металлургического комбината имени А. П. Завенягина Министерства цветной металлургии СССР, Красноярский край                                                 | 02.03.1981      | металлургия    | Сковородинский район   | [ ГС 11 ] |
| 12 | Коровин Алексей Александрович        | 1913 — 13.11.1962       | Старший механик Котовской МТС Одесской области | 15.10.1951      | сельхоз        | Зейский район          | [ ГС 12 ] |
| 13 | Межова Антонина Яковлевна            | 1922 — 23.10.2002       | Рабочая совхоза «Комсомолец» Анивского района Сахалинской области | 15.12.1972      | сельхоз        | Свободненский район    | [ ГС 13 ] |
| 14 | Минута Николай Трофимович            | 11.12.1925 — 04.05.1999 | Бригадир слесарей Холмского морского торгового порта Министерства морского флота СССР, Сахалинская область                                                                             | 29.07.1966      | транспорт      | Белогорский район      | [ ГС 14 ] |
| 15 | Олейников Виталий Михайлович         | 04.06.1927 — 28.12.1999 | Капитан-директор Антарктической китобойной флотилии «Советская Россия» Министерства рыбного хозяйства СССР, Приморский край                                                            | 01.03.1976      | рыбпром        | Благовещенский район   | [ ГС 15 ] |
| 16 | Остапец Николай Демьянович           | 06.12.1913 — ????       | Бригадир малой комплексной бригады Оборского леспромхоза, район имени Лазо Хабаровского края                                                                                           | 12.03.1966      | леспром        | Михайловский район     | [ ГС 16 ] |
| 17 | Павленко Владимир Антонович          | 29.01.1917 — 10.02.1997 | Главный конструктор, начальник Специального конструкторского бюро аналитического приборостроения Академии наук СССР, гор. Ленинград                                                    | 09.02.1977      | наука          | Магдагачинский район   | [ ГС 17 ] |
| 18 | Пак Алексей Андреевич                | 1911—1973               | Директор Кустанайского совхоза Кустанайской области | 11.01.1957      | сельхоз        | Зейский район          | [ ГС 18 ] |
| 19 | Пащенко Дмитрий Иванович             | 26.10.1915 — 16.01.1996 | Начальник комбината «Свердлес» Министерства лесной и деревообрабатывающей промышленности СССР, Свердловская область                                                                    | 07.05.1971      | леспром        |                        |           |
| 20 | Попова Мария Георгиевна              | 21.12.1928 — 08.11.2021 | Крановщица Находкинского морского торгового порта Министерства морского флота СССР, Приморский край                                                                                    | 07.03.1960      | транспорт      |                        | [ ГС 19 ] |
| 21 | Размахнин Василий Иванович           | 1917 — ????             | Старший мастер Хабаровского завода энергетического машиностроения Министерства тяжёлого, энергетического и транспортного машиностроения СССР                                           | 09.07.1966      | машиностроение | Константиновский район | [ ГС 20 ] |
| 22 | Свиридов Аникей Иванович             | 04.11.1920 — 09.01.1999 | Вальщик леса Селихинского леспромхоза Министерства лесной и деревообрабатывающей промышленности СССР, Комсомольский район Хабаровского края                                            | 07.05.1971      | леспром        | Ивановский район       | [ ГС 21 ] |
| 23 | Сердюк Михаил Филиппович             | 1925 — ????             | Машинист экскаватора Кимовского угольного карьера треста «Донскойуголь» комбината «Тулауголь» Министерства угольной промышленности СССР, Тульская область                              | 29.06.1966      | углепром       |                        | [ ГС 22 ] |
| 24 | Сидоренко Евгений Михайлович         | 23.01.1915 — 30.01.1978 | Начальник Главдальстроя Министерства строительства РСФСР, гор. Хабаровск | 11.08.1966      | строительство  | Завитинский район      | [ ГС 23 ] |
| 25 | Слабожанин Николай Николаевич        | 14.11.1933 — 18.01.1991 | Капитан — второй помощник механика теплохода «60 лет Якутской АССР» Ленского объединённого речного пароходства Министерства речного флота РСФСР, Якутская АССР                         | 06.02.1986      | транспорт      | Свободненский район    | [ ГС 24 ] |
| 26 | Сысоев Пётр Михайлович               | 1925—1991               | Бригадир слесарей-монтажников Судостроительного завода № 199 имени Ленинского Комсомола Министерства судостроительной промышленности СССР, гор. Комсомольск-на-Амуре Хабаровского края | 25.07.1966      | машиностроение | Михайловский район     | [ ГС 25 ] |
| 27 | Тищенко Иван Макарович               | 1928 — 21.08.2007       | Бригадир штукатуров строительного управления № 854 треста «Амурскстрой» имени 50-летия ВЛКСМ Министерства строительства предприятий тяжёлой индустрии СССР, Хабаровский край           | 08.01.1974      | строительство  |                        | [ ГС 26 ] |
| 28 | Турбин Анатолий Ефимович             | 01.05.1933 — 14.09.2010 | Командир корабля Ан-12 Магаданского управления гражданской авиации Министерства гражданской авиации СССР                                                                               | 09.02.1973      | транспорт      | Магдагачинский район   | [ ГС 27 ] |
| 29 | Федосеев Павел Семёнович             | 22.06.1915 — 22.09.1981 | Первый секретарь Лабинского горкома КПСС, Краснодарский край | 23.06.1966      | госуправление  |                        | [ ГС 28 ] |
| 30 | Фролова (Троцкая) Надежда Васильевна | 09.08.1927 — 22.11.1992 | Звеньевая Пивненковского свеклосовхоза Министерства пищевой промышленности СССР, Тростянецкий район Сумской области                                                                    | 30.04.1948      | сельхоз        | Тамбовский район       | [ ГС 29 ] |
| 31 | Чигрин Владимир Яковлевич            | 1926—1985               | Горнорабочий очистного забоя шахты № 1—2 «Красный Октябрь» комбината «Орджоникидзеуголь» Министерства угольной промышленности Украинской ССР, Донецкая область                         | 30.03.1971      | углепром       |                        |           |

## Герои Социалистического Труда, прибывшие в Амурскую область на постоянное проживание из других регионов
| № | Фамилия, имя, отчество           | Даты жизни              | Деятельность | Дата присвоения | Отрасль   | Место проживания     | ГС       |
| - | -------------------------------- | ----------------------- | --- | --------------- | --------- | -------------------- | -------- |
| 1 | Варшавский Иван Николаевич       | род. 10.04.1938         | Бригадир монтёров пути строительно-монтажного поезда № 596 управления строительства «Бамстройпуть» Министерства транспортного строительства СССР, Читинская область | 25.10.1984      | транспорт | Тында                | [ ГС 1 ] |
| 2 | Власов Михаил Калистратович      | 1911 — ????             | Бригадир морского ставного невода Кихчикского рыбокомбината Главкамчатрыбпрома, Камчатская область                                                                  | 02.03.1957      | рыбпром   |                      | [ ГС 2 ] |
| 3 | Половинкина Валентина Михайловна | 07.05.1930 — 1997       | Доярка совхоза «Марьино» Рыльского района Курской области | 07.12.1957      | сельхоз   | Магдагачинский район | [ ГС 3 ] |
| 4 | Ситников Иван Иванович           | 25.02.1895 — 27.03.1974 | Бригадир путевой колонны головного ремонтного поезда № 31 Управления восстановительных работ № 12 Северо-Кавказского фронта                                         | 05.11.1943      | транспорт | Свободный            | [ ГС 4 ] |